# Pająki Liechtensteinu
Pająki Liechtensteinu, araneofauna Liechtensteinu – ogół taksonów pajęczaków z rzędu pająków, których występowanie stwierdzono na terytorium Liechtensteinu.
Do 2024 roku na terenie Liechtensteinu stwierdzono 548 gatunków pająków z 37 rodzin.

## Infrarząd:ptaszniki(Mygalomorphae)

### Gryzielowate(Atypidae)
Z Liechtensteinu wykazano:
- Atypus muralis – gryziel stepowy
- Atypus piceus – gryziel tapetnik

## Infrarząd:pająki wyższe(Araneomorphae)

### Aksamitnikowate(Clubionidae)
Z Liechtensteinu wykazano:
- Clubiona brevipes
- Clubiona comta – aksamitnik jodełkowany
- Clubiona corticalis – aksamitnik korowy
- Clubiona diversa
- Clubiona frutetorum
- Clubiona germanica
- Clubiona hilaris
- Clubiona kulczynskii
- Clubiona lutescens – aksamitnik żółtawy
- Clubiona neglecta
- Clubiona pallidula
- Clubiona phragmitis – aksamitnik trzcinowy
- Clubiona reclusa – aksamitnik pustelnik
- Clubiona similis
- Clubiona stagnatilis – aksamitnik nadwodny
- Clubiona subsultans – aksamitnik gładki
- Clubiona terrestris – aksamitnik podkorowy
- Clubiona trivialis
- Porrhoclubiona genevensis

### Cicurinidae
Z Liechtensteinu wykazano:
- Cicurina cicur

### Ciemieńcowate(Dictynidae)
Z Liechtensteinu wykazano:
- Argyroneta aquatica
- Dictyna arundinacea – ciemieniec zwyczajny
- Dictyna uncinata
- Emblyna brevidens
- Lathys heterophthalma
- Lathys humilis
- Nigma flavescens – liściak purpurowy
- Nigma walckenaeri – liściak zielony

### Czyhakowate(Segestriidae)
Z Liechtensteinu wykazano:
- Segestria bavarica
- Segestria senoculata – czyhak sześciooki

### Darownikowate(Pisauridae)
Z Liechtensteinu wykazano:
- Dolomedes fimbriatus – bagnik przybrzeżny
- Pisaura mirabilis – darownik przedziwny

### Hahniidae
Z Liechtensteinu wykazano:
- Antistea elegans
- Hahnia helveola
- Hahnia ononidum
- Hahnia pusilla
- Iberina difficilis
- Iberina montana

### Koliściakowate(Uloboridae)
Z Liechtensteinu wykazano:
- Hyptiotes paradoxus

### Komórczakowate(Dysderidae)
Z Liechtensteinu wykazano:
- Dysdera erythrina  –  komórczak prosionkowiec
- Harpactea grisea
- Harpactea hombergi
- Harpactea lepida

### Krzyżakowate(Araneidae)
Z Liechtensteinu wykazano:

- Aculepeira carbonaria
- Aculepeira ceropegia – kołyśnik wielobarwny
- Agalenatea redii – krzyżaczek ugorowy
- Araneus angulatus – krzyżak rogaty
- Araneus circe
- Araneus diadematus – krzyżak ogrodowy
- Araneus marmoreus – krzyżak dwubarwny
- Araneus quadratus – krzyżak łąkowy
- Araneus saevus
- Araneus sturmi – krzyżak sieciowy
- Araniella alpica
- Araniella cucurbitina – nalistnik zielony
- Araniella opisthographa
- Argiope bruennichi – tygrzyk paskowany
- Cercidia prominens – ściółek nieparek
- Cyclosa conica – kołosz stożkowaty
- Gibbaranea bituberculata
- Hypsosinga albovittata
- Hypsosinga sanguinea
- Larinioides cornutus – krzyżak nadwodny
- Larinioides patagiatus – krzyżak bursztynowy
- Larinioides sclopetarius – krzyżak gromadny
- Mangora acalypha
- Nuctenea umbratica – kołosz szczelinowy
- Singa hamata – rośliniowiec
- Singa nitidula
- Zilla diodia
- Zygiella montana
- Zygiella x-notata – liścianek sektornik

### Kwadratnikowate(Tetragnathidae)
Z Liechtensteinu wykazano:
- Meta menardi – sieciarz jaskiniowy
- Metellina mengei – czaik wiosenny
- Metellina merianae – czaik jaskiniowy
- Metellina segmentata – czaik jesienny
- Pachygnatha clercki – gruboszczękowiec większy
- Pachygnatha degeeri
- Pachygnatha listerii – gruboszczękowiec pękaty
- Tetragnatha extensa – kwadratnik trzcinowy
- Tetragnatha montana – kwadratnik długonogi
- Tetragnatha obtusa – kwadratnik pałąkowaty
- Tetragnatha striata

### Lejkowcowate(Agelenidae)
Z Liechtensteinu wykazano:
- Agelena labyrinthica – lejkowiec labiryntowy
- Allagelena gracilens
- Coelotes alpinus
- Coelotes mediocris
- Coelotes pickardi pastor
- Coelotes terrestris – norosz ziemny
- Eratigena atrica – kątnik większy
- Histopona torpida
- Inermocoelotes inermis
- Tegenaria domestica – kątnik domowy (kątnik domowy mniejszy)
- Tegenaria ferruginea – kątnik rdzawy
- Tegenaria mirifica
- Tegenaria pagana
- Tegenaria parietina – kątnik ścienny
- Tegenaria silvestris – kątnik leśny
- Tegenaria tridentina
- Textrix denticulata

### Lenikowate(Zodariidae)
Z Liechtensteinu wykazano:

### Motaczowate(Anyphaenidae)
Z Liechtensteinu wykazano:
- Anyphaena accentuata – motacz nadrzewny

### Mysmenidae
Z Liechtensteinu wykazano:
- Microdipoena jobi

### Nasosznikowate(Pholcidae)
Z Liechtensteinu wykazano:
- Pholcus opilionoides – nasosznik drobny
- Pholcus phalangioides – nasosznik trzęś

### Naśladownikowate(Mimetidae)
Z Liechtensteinu wykazano:
- Ero aphana – guzoń garbusek
- Ero furcata – guzoń pajęczarz
- Ero tuberculata

### Obniżowate(Liocranidae)
Z Liechtensteinu wykazano:
- Agroeca brunnea – knapiatek brązowy
- Agroeca cuprea
- Apostenus fuscus
- Liocranoeca striata
- Liocranum rupicola

### Omatnikowate(Theridiidae)
Z Liechtensteinu wykazano:

- Asagena phalerata
- Crustulina guttata – darniowiec plamiak
- Cryptachaea riparia
- Dipoena braccata
- Dipoena melanogaster
- Enoplognatha caricis
- Enoplognatha latimana
- Enoplognatha ovata – zawijak żółtawy
- Enoplognatha thoracica – zawijak osnuwikowaty
- Episinus angulatus
- Episinus truncatus
- Euryopis flavomaculata
- Neottiura bimaculata
- Ohlertidion ohlerti
- Parasteatoda lunata
- Parasteatoda simulans
- Parasteatoda tepidariorum
- Pholcomma gibbum
- Phycosoma inornatum
- Phylloneta impressa – omatnik kulisty
- Phylloneta sisyphia – omatnik łąkowy
- Platnickina tincta
- Robertus lividus
- Robertus neglectus
- Robertus scoticus
- Robertus truncorum
- Rugathodes bellicosus
- Rugathodes instabilis
- Simitidion simile
- Steatoda albomaculata – zyzuś plamisty
- Steatoda bipunctata – zyzuś tłuścioch
- Theridion familiare
- Theridion petraeum
- Theridion pictum – omatnik troskliwy

- Theridion pinastri – omatnik ceglasty
- Theridion varians – omatnik zmienny

### Oonopidae
Z Liechtensteinu wykazano:
- Oonops pulcher

### Osnuwikowate(Linyphiidae)
Z Liechtensteinu wykazano:

- Abacoproeces saltuum
- Agyneta affinis
- Agyneta cauta
- Agyneta conigera
- Agyneta equestris
- Agyneta gulosa
- Agyneta innotabilis
- Agyneta orites
- Agyneta ramosa
- Agyneta ressli
- Agyneta rurestris
- Anguliphantes monticola
- Araeoncus anguineus
- Araeoncus crassiceps
- Araeoncus humilis
- Bathyphantes gracilis
- Bolyphantes alticeps
- Bolyphantes luteolus
- Caracladus leberti
- Centromerita bicolor
- Centromerus arcanus
- Centromerus brevipalpus
- Centromerus cavernarum
- Centromerus incilium
- Centromerus leruthi
- Centromerus levitarsis
- Centromerus pabulator
- Centromerus persimilis
- Centromerus sellarius
- Centromerus silvicola
- Centromerus subalpinus
- Centromerus sylvaticus
- Ceratinella brevipes
- Ceratinella brevis
- Ceratinella scabrosa
- Cnephalocotes obscurus
- Collinsia inerrans
- Dicymbium brevisetosum
- Dicymbium nigrum
- Dicymbium tibiale
- Diplocentria bidentata
- Diplocentria rectangulata
- Diplocephalus alpinus
- Diplocephalus cristatus
- Diplocephalus helleri
- Diplocephalus latifrons
- Diplocephalus picinus
- Diplostyla concolor
- Dismodicus bifrons
- Dismodicus elevatus
- Drapetisca socialis
- Entelecara acuminata
- Entelecara congenera
- Entelecara erythropus
- Entelecara media
- Erigone atra – plądrak czarny
- Erigone cristatopalpus
- Erigone dentipalpis
- Erigone jaegeri
- Erigone remota
- Erigone tirolensis
- Erigonella hiemalis
- Erigonella subelevata
- Floronia bucculenta
- Formiphantes lephthyphantiformis
- Frontinellina frutetorum
- Glyphesis servulus
- Gnathonarium dentatum
- Gonatium hilare
- Gonatium paradoxum
- Gonatium rubellum
- Gonatium rubens
- Gongylidiellum latebricola
- Gongylidiellum vivum
- Hilaira excisa
- Hilaira herniosa
- Hypomma bituberculatum
- Hypomma fulvum
- Improphantes complicatus
- Improphantes nitidus
- Incestophantes crucifer
- Incestophantes frigidus
- Incestophantes kotulai
- Ipa keyserlingi
- Kaestneria dorsalis
- Labulla thoracica
- Lepthyphantes leprosus
- Lepthyphantes notabilis
- Leptorhoptrum robustum
- Lessertinella kulczynskii
- Linyphia alpicola
- Linyphia hortensis – osnuwik zaroślowy
- Linyphia triangularis – osnuwik pospolity
- Macrargus carpenteri
- Macrargus rufus
- Mansuphantes aridus
- Mansuphantes fragilis
- Maro minutus
- Maso gallicus
- Maso sundevalli
- Mecopisthes peusi
- Mecopisthes silus
- Mecynargus brocchus
- Mecynargus paetulus
- Mermessus trilobatus
- Metopobactrus nadigi
- Metopobactrus prominulus
- Micrargus herbigradus
- Micrargus laudatus
- Microctenonyx subitaneus
- Microlinyphia pusilla – osnuwik łąkowy
- Microneta viaria
- Minicia marginella
- Minyriolus pusillus
- Moebelia penicillata
- Mughiphantes armatus
- Mughiphantes baebleri
- Mughiphantes cornutus
- Mughiphantes mughi
- Mughiphantes pulcher
- Mughiphantes variabilis
- Neriene clathrata – snówek brązowy
- Neriene emphana – snówek gałązkowiec
- Neriene montana – snówek okazały
- Neriene peltata – snówek świerkowiec
- Neriene radiata – snówek okrajkowy
- Obscuriphantes obscurus
- Oedothorax agrestis
- Oedothorax apicatus
- Oedothorax fuscus
- Oedothorax gibbifer
- Oedothorax retusus
- Oreoneta montigena
- Oreoneta tatrica
- Oreonetides glacialis
- Oreonetides vaginatus
- Palliduphantes antroniensis
- Palliduphantes pallidus
- Panamomops fagei
- Panamomops palmgreni
- Panamomops tauricornis
- Pelecopsis elongata – perygłowik naśnieżny
- Pelecopsis mengei
- Pelecopsis parallela
- Pelecopsis radicicola
- Piniphantes pinicola
- Pityohyphantes phrygianus
- Pocadicnemis pumila
- Poeciloneta variegata
- Porrhomma campbelli
- Porrhomma convexum
- Porrhomma pallidum
- Saaristoa abnormis
- Saaristoa firma
- Saloca diceros
- Sciastes carli
- Scotargus pilosus
- Scotinotylus alpigena
- Scotinotylus antennatus
- Scotinotylus clavatus
- Silometopus elegans
- Silometopus rosemariae
- Sintula corniger
- Sisicus apertus
- Stemonyphantes conspersus
- Stemonyphantes lineatus
- Styloctetor austerus
- Styloctetor compar
- Styloctetor romanus
- Syedra gracilis
- Tallusia experta
- Tapinocyba affinis
- Tapinocyba insecta
- Tapinocyba pallens
- Tapinopa longidens
- Tenuiphantes alacris
- Tenuiphantes cristatus
- Tenuiphantes flavipes
- Tenuiphantes jacksonoides
- Tenuiphantes mengei
- Tenuiphantes tenebricola
- Tenuiphantes tenuis
- Thyreosthenius biovatus
- Thyreosthenius parasiticus
- Tiso aestivus
- Tiso vagans
- Trichoncus affinis
- Trichoncus auritus
- Trichopterna cito
- Troxochrus scabriculus
- Typhochrestus inflatus
- Typhochrestus simoni
- Walckenaeria antica
- Walckenaeria atrotibialis
- Walckenaeria capito
- Walckenaeria clavicornis
- Walckenaeria corniculans
- Walckenaeria cucullata
- Walckenaeria cuspidata
- Walckenaeria dysderoides
- Walckenaeria furcillata
- Walckenaeria languida
- Walckenaeria mitrata
- Walckenaeria monoceros
- Walckenaeria nodosa
- Walckenaeria nudipalpis
- Walckenaeria obtusa
- Walckenaeria vigilax

### Phrurolithidae
Z Liechtensteinu wykazano:
- Phrurolithus festivus
- Phrurolithus minimus

### Podkamieniakowate(Titanoecidae)
Z Liechtensteinu wykazano:
- Titanoeca quadriguttata – podkamieniak czteroplamkowy

### Pogońcowate(Lycosidae)
Z Liechtensteinu wykazano:

- Acantholycosa lignaria – pogoniec cętkonogi
- Acantholycosa pedestris
- Alopecosa aculeata – wilkosz pręgowiec
- Alopecosa cuneata – wilkosz grubonogi
- Alopecosa fabrilis – wilkosz wydmowiec
- Alopecosa farinosa
- Alopecosa inquilina
- Alopecosa pinetorum
- Alopecosa pulverulenta – wilkosz włóczykij
- Alopecosa trabalis – wilkosz lancetnik
- Arctosa alpigena
- Arctosa igurata
- Arctosa leopardus – wymyk lamparci
- Arctosa lutetiana
- Arctosa perita – wymyk piaskowy
- Aulonia albimana – aulonia sieciarka
- Hygrolycosa rubrofasciata
- Pardosa agrestis
- Pardosa amentata – wałęsak zwyczajny
- Pardosa bifasciata
- Pardosa blanda
- Pardosa ferruginea
- Pardosa giebeli
- Pardosa hortensis
- Pardosa lugubris – wałęsak leśny
- Pardosa mixta
- Pardosa monticola
- Pardosa nigra
- Pardosa oreophila
- Pardosa paludicola
- Pardosa palustris – wałęsak łąkowy
- Pardosa prativaga – wałęsak tygrysi
- Pardosa pullata
- Pardosa riparia
- Pardosa saturatior
- Pardosa torrentum
- Pardosa wagleri
- Pirata piraticus – korsarz piratnik
- Pirata tenuitarsis
- Piratula hygrophila – korsarz bagiennik
- Piratula knorri – korsarz potokowiec
- Piratula latitans – korsarz malutki
- Piratula uliginosa – korsarz torfowiec
- Trochosa ruricola – krzeczek polny
- Trochosa spinipalpis
- Trochosa terricola – krzeczek naziemnik
- Xerolycosa nemoralis – pogoniec lesiec

### Poskoczowate(Eresidae)
Z Liechtensteinu wykazano:
- Eresus kollari – poskocz krasny

### Rozsnuwaczowate(Scytodidae)
Z Liechtensteinu wykazano:
- Scytodes thoracica – rozsnuwacz plujący

### Sidliszowate(Amaurobiidae)
Z Liechtensteinu wykazano:
- Amaurobius fenestralis – sidlisz jaskiniowy
- Amaurobius ferox – sidlisz piwniczny
- Amaurobius jugorum
- Callobius claustrarius

### Skakunowate(Salticidae)
Z Liechtensteinu wykazano:

- Aelurillus v-insignitus – dryguś zmienny
- Asianellus festivus – naskocz okularowy
- Attulus distinguendus – skoczek wydmowy
- Attulus floricola – skoczek łąkowy
- Attulus longipes
- Attulus pubescens – skoczek skromny
- Attulus terebratus – skoczek ściennik
- Attulus zimmermanni – skoczek piargowy
- Ballus chalybeius – mocarek bury
- Dendryphantes rudis – gałęziak wzorzysty
- Euophrys frontalis – drobnik plamowłosy
- Evarcha arcuata – pyrgun nazielny
- Evarcha falcata – pyrgun nakrzewny
- Heliophanus aeneus – lśniś nawapnik
- Heliophanus auratus – lśniś złocisty
- Heliophanus cupreus
- Heliophanus flavipes
- Heliophanus kochii
- Heliophanus lineiventris
- Leptorchestes berolinensis – mrówczyn bojownik
- Marpissa muscosa – rozciągnik mchuś
- Myrmarachne formicaria – mrówczynka
- Neon reticulatus – neonek mszarek
- Pellenes lapponicus
- Pellenes tripunctatus – krzyżnik tanecznik
- Philaeus chrysops – strojniś nadobny
- Phlegra fasciata – sekutnica pasiasta
- Pseudeuophrys erratica – drobnik krętowłosy
- Pseudeuophrys lanigera – drobnik wełnistowłosy
- Saitis barbipes
- Salticus cingulatus – skakun srebrzysty
- Salticus scenicus – skakun arlekinowy
- Salticus zebraneus – skakun zebra
- Sibianor aurocinctus – wełniak krwawonogi
- Sittisax saxicola – skoczek rudzik
- Synageles subcingulatus
- Synageles venator – mróweczka myśliwy
- Talavera aequipes – drobnik malutki
- Talavera monticola
- Talavera parvistyla
- Talavera petrensis – włochacz wrzosowiskowy

### Spachaczowate(Sparassidae)
Z Liechtensteinu wykazano:
- Micrommata virescens – spachacz zielonawy

### Ślizgunowate(Philodromidae)
Z Liechtensteinu wykazano:
- Philodromus aureolus – ślizgun złocony
- Philodromus cespitum
- Philodromus collinus – ślizgun kolconogi
- Philodromus dispar – ślizgun nieparek
- Philodromus emarginatus
- Philodromus fuscomarginatus
- Philodromus laricium
- Philodromus margaritatus
- Philodromus poecilus
- Philodromus rufus
- Philodromus vagulus
- Rhysodromus histrio
- Thanatus coloradensis
- Thanatus formicinus – śmiertek mrówczyn
- Thanatus sabulosus – śmiertek leśnostepowy
- Tibellus maritimus – podłużnik piegowaty
- Tibellus oblongus – podłużnik długonogi

### Śpiesznikowate(Oxyopidae)
Z Liechtensteinu wykazano:
- Oxyopes ramosus – śpiesznik rysień

### Tkańcowate(Nesticidae)
Z Liechtensteinu wykazano:
- Nesticus cellulanus

### Topikowate(Cybaeidae)
Z Liechtensteinu wykazano:
- Cryphoeca nivalis
- Cryphoeca silvicola
- Cybaeus tetricus
- Mastigusa arietina

### Trawnikowcowate(Miturgidae)
Z Liechtensteinu wykazano:
- Zora nemoralis – trawnikowiec tropiciel
- Zora silvestris
- Zora spinimana – trawnikowiec pospolity

### Ukośnikowate(Thomisidae)
Z Liechtensteinu wykazano:

- Bassaniodes robustus – bokochód brzuchacz
- Coriarachne depressa – zakorowiec płaski
- Diaea dorsata
- Misumena vatia – kwietnik biały
- Ozyptila atomaria
- Ozyptila claveata
- Ozyptila praticola
- Ozyptila rauda
- Ozyptila scabricula
- Ozyptila simplex
- Ozyptila trux
- Psammitis ninnii
- Spiracme striatipes – bokochód niepasek
- Synema globosum
- Xysticus audax – bokochód śmiały
- Xysticus bifasciatus
- Xysticus cristatus – bokochód grzebieniasty
- Xysticus desidiosus
- Xysticus erraticus
- Xysticus kempeleni
- Xysticus kochi – bokochód kroczeń
- Xysticus lanio – bokochód boczeń
- Xysticus lineatus
- Xysticus luctuosus
- Xysticus ulmi – bokochód pospolity

### Worczakowate(Gnaphosidae)
Z Liechtensteinu wykazano:

- Callilepis nocturna – gładnik
- Callilepis schuszteri
- Civizelotes civicus
- Drassodes cupreus
- Drassodes lapidosus – knap podkamiennik
- Drassodes pubescens
- Drassodes villosus
- Drassodex heeri
- Drassyllus praeficus
- Drassyllus pumilus
- Drassyllus pusillus
- Echemus angustifrons
- Gnaphosa badia
- Gnaphosa bicolor – worczak zakamiennik
- Gnaphosa lapponum
- Gnaphosa leporina
- Gnaphosa lugubris
- Gnaphosa montana
- Gnaphosa nigerrima
- Haplodrassus kulczynskii
- Haplodrassus signifer
- Haplodrassus soerenseni
- Haplodrassus umbratilis
- Micaria alpina
- Micaria formicaria – kraśniak mrówkowaty
- Micaria fulgens – kraśniak lśniący
- Micaria pulicaria – kraśniak czarniawy
- Micaria rossica
- Poecilochroa variana
- Scotophaeus quadripunctatus – pokaz srebrzysty
- Scotophaeus scutulatus – pokaz rubinowy
- Trachyzelotes pedestris – napas rdzawostopy
- Zelotes apricorum
- Zelotes clivicola
- Zelotes latreillei
- Zelotes petrensis
- Zelotes puritanus
- Zelotes similis
- Zelotes subterraneus – skalnik wszędobylski
- Zelotes talpinus

### Zbrojnikowate(Cheiracanthiidae)
Z Liechtensteinu wykazano:
- Cheiracanthium campestre
- Cheiracanthium virescens